# Niittysaari (ö i Kymmenedalen, Kouvola, lat 60,63, long 26,74)
Niittysaari är en ö i Finland. Den ligger i vattendraget Pitkä-Kymi och i kommunen Kouvola i den ekonomiska regionen  Kouvola ekonomiska region  och landskapet Kymmenedalen, i den södra delen av landet, 110 km nordost om huvudstaden Helsingfors. Öns area är 1,2 hektar och dess största längd är 270 meter i sydväst-nordöstlig riktning.  Niittysaari ligger i sjön Muhjärvi.